# Terebela (kolonia)
Terebela – kolonia w Polsce położona w województwie lubelskim, w powiecie bialskim, w gminie Biała Podlaska.
W latach 1975–1998 miejscowość administracyjnie należała do województwa bialskopodlaskiego.